# Otago Razorbacks
Los Otago Razorbacks son un equipo provincial profesional de Nueva Zelanda que representa a la Otago Rugby Football Union de la Región de Otago en competencias domésticas de rugby.
Participa anualmente en el National Provincial Championship, competición en la cual ha logrado dos campeonatos el último conseguido el año 1998.
En el Super Rugby es representado por el equipo de Highlanders.

## Historia
Fue fundada en 1881, su estadio fue fundado el mismo año.
Desde el año 1976 participa en la principal competición entre clubes provinciales de Nueva Zelanda, en la cual lograron su primer campeonato en 1991.
En 2010 descendió por primera vez a la segunda categoría, fecha desde la cual no ha podido ascender a la Premiership.
Durante su larga historia han enfrentado a diferentes equipos nacionales, logrando triunfos sobre Australia, Escocia, Inglaterra y Sudáfrica además ha sido visitado en varias ocasiones por los British and Irish Lions logrando un récord ante ellos de 5 victorias, 6 derrotas y un empate.

## Palmarés

### Primera División
- National Provincial Championship (2): 1991, 1998

## Jugadores emblemáticos
| - Tony Brown - Nick Evans - Carl Hayman - Byron Kelleher - Josh Kronfeld - John Leslie | - Jason MacDonald - Anton Oliver - Taine Randell - James Ryan - Jeff Wilson - Chris Laidlaw |